# Jon E. Ahlquist
Jon Edward Ahlquist (* 27. Juli 1944; † 7. Mai 2020 in Huntsville, Alabama) war ein US-amerikanischer Ornithologe, Molekularbiologe und Vogelillustrator.

## Leben
Ahlquist war das einzige Kind von Lula und Arvid Ahlquist. Seine Eltern waren Emigranten aus Finnland. Er wuchs in Ashtabula, Ohio, am Rande des Eriesees auf und entwickelte früh eine Leidenschaft für die Vogelbeobachtung und -illustration. Im Alter von 14 hatte er seine erste Ausstellung und im Alter von 16 Jahren veröffentlichte er seine erste Arbeit über eine Brutvogelzählung. Auf der Ashtabula High School war er Präsident der National Honor Society, Herausgeber der Schulzeitung und Layout-Gestalter des Schuljahrbuchs sowie Jahrgangsbester. 1962 schrieb er sich an der Cornell University ein, wo ihn nicht nur das ornithologische Studienprogramm interessierte, sondern auch die historische Rolle Cornells in der US-amerikanischen Vogelkunst. Sofort nach seiner Ankunft wurde Ahlquist Student bei Charles Sibley, der zu dieser Zeit ein renommierter Professor der Zoologie war. 
Ahlquist schloss 1966 sein Studium an der Cornell University ab und ging zur Promotion an die Yale University, ein Jahr nachdem Sibley von Cornell nach Yale gezogen war, um eine außerordentliche Professur zu übernehmen. In Yale erlangte Ahlquist 1969 seinen Master of Science und 1974 seinen Doktortitel. Seine Dissertation mit dem Titel The Relationships of the Shorebirds (Charadriiformes) basierte auf Proteinvergleichen von über 130 Arten, die alle Hauptgruppen mit Ausnahme der Reiherläufer (Dromadidae) repräsentieren. 
1969 nahm Ahlquist an der R/V-Alpha-Helix-Expedition der Yale University nach Neuguinea teil, die umfangreiche Sammlungen auf der Insel und Proteinstudien im Schiffslabor beinhaltete. Nach der Expedition wurde Ahlquist Sibleys Labormanager und De-facto-Forschungspartner. Eines ihrer ersten Projekte war die Erstellung von Monographien, die 10 Jahre Studien über Eiweißproteine zusammenfassen und 1970 sowie 1972 im Peabody Museum Bulletin veröffentlicht wurden. Daneben half Ahlquist bei der Erstellung einer ausführlichen historischen Übersicht über die Literatur zur Vogelsystematik. Die Monographien dienten 20 Jahre lang als die wichtigste historische Übersicht über die Vogelsystematik und wurden schließlich in dem Buch Sibley and Ahlquist DNA hybridization, Phylogeny and Classification of Birds: A Study in Molecular Evolution zusammengefasst, das im Januar 1991 (oft mit 1990 angegeben) bei Yale University Press erschien. Diese Systematik wurde als Sibley-Ahlquist-Taxonomie bekannt. 1986 hatten sowohl Ahlquist als auch Sibley die Yale University verlassen. Sibley ging in den Ruhestand und Ahlquist wurde außerordentlicher Professor an der Ohio University. 1988 wurden beide von der National Academy of Sciences mit der Daniel-Giraud-Elliot-Medaille ausgezeichnet. 1991 wurde er Professor an der University of Louisville, die er jedoch 1994 aus familiären Gründen wieder verließ. Er zog nach Charleston, South Carolina, wo er einen 5-Jahres-Vertrag mit National Marine Fisheries erhielt. Nach 3 Jahren nahm er einen Vertrag von Yale University Press an, um ein Fachbuch über Vögel zu schreiben, das jedoch nie veröffentlicht wurde. 2011 ging Ahlquist in den Ruhestand und wandte sich dem Kreationismus zu.